# Cherax pallidus
Cherax pallidus е вид десетоного от семейство Parastacidae. Видът е застрашен от изчезване.

## Разпространение и местообитание
Разпространен е в Индонезия.
Обитава сладководни басейни и реки.